# Harlekinfisk
Harlekinfisk (Plectorhinchus chaetodonoides) är en fiskart som beskrevs av Lacepède, 1801. Harlekinfisk ingår i släktet Plectorhinchus och familjen Haemulidae. Inga underarter finns listade i Catalogue of Life.